# Танака, Маюми
Маюми Танака (яп. 田中 真弓 Танака Маюми, родилась 15 января 1955 года в городе Токио) — профессиональная сэйю. На данный момент она сотрудничает с Aoni Production. Имеет роли во многих аниме. Несомненно самой известной ролью Танаки является Манки Д. Луффи из аниме-сериала One Piece. Также наиболее известными ролями сэйю являются: Кулилинь из аниме-сериала Dragon Ball, Рюносукэ Фудзинами из аниме-сериала Urusei Yatsura и Пазу из полнометражного аниме-фильма «Небесный замок Лапута».

## Позиции в Гран-при журналаAnimage
- 1983 год: 10-е место в Гран-при журнала Animage в номинации на лучшую девушку-сэйю[1]
- 1984 год: 3-е место в Гран-при журнала Animage в номинации на лучшую девушку-сэйю[2]
- 1985 год: 3-е место в Гран-при журнала Animage в номинации на лучшую девушку-сэйю[3]
- 1986 год: 5-е место в Гран-при журнала Animage в номинации на лучшую девушку-сэйю[4]
- 1987 год: 1-е место в Гран-при журнала Animage в номинации на лучшую девушку-сэйю[5]
- 1988 год: 4-е место в Гран-при журнала Animage в номинации на лучшую девушку-сэйю[6]
- 1989 год: 2-е место в Гран-при журнала Animage в номинации на лучшую девушку-сэйю[7]
- 1990 год: 5-е место в Гран-при журнала Animage в номинации на лучшую девушку-сэйю[8]
- 1991 год: 5-е место в Гран-при журнала Animage в номинации на лучшую девушку-сэйю[9]
- 1992 год: 6-е место в Гран-при журнала Animage в номинации на лучшую сэйю[10]
- 1993 год: 10-е место в Гран-при журнала Animage в номинации на лучшую сэйю[11]
- 1994 год: 11-е место в Гран-при журнала Animage в номинации на лучшую сэйю[12]
- 1995 год: 17-е место в Гран-при журнала Animage в номинации на лучшую сэйю[13]

## Роли

### Роли в аниме
- Arion (Сенека)
- Black Jack (Тайти)
- Bonobono (Сё)
- Bye-Bye Liberty Crisis (Майкл)
- Chou Mashin Eiyuuden Wataru (Икусабэ Ватару, Хомурабэ Ватару)
- Chūka Ichiban (Мао)
- Cooking Papa (Осамa)
- Dash Kappei (Каппэй Сакамато)
- DNA² (мама Мономари Дзюнты)
- Dragon Ball (Кулилинь, Ядзиробэ)
- Dragon Ball GT (Кулилинь, Сюсугоро)
- Dragon Ball Z (Кулилинь, Ядзиробэ, Гадалка Баба (2-й сезон))
- Dragon Ball Z Kai (Кулилинь, Ядзиробэ, Гадалка Баба)
- Gaiking Legend of Daiku-Maryu (Цувабуки Дайа)
- Kekkaishi (Токико Юкимура, младшая сестра Сисио)
- Kimba the White Lion (Керуру)
- Kindaichi Case Files (Март)
- The Littl' Bits (Рирубитто, «Виллибит» в английской версии)
- Mashin Eiyuuden Wataru (Икусабэ Ватару)
- Mashin Eiyuuden Wataru 2 (Икусабэ Ватару)
- Mirai Keisatsu Urashiman (Дзитандa)
- Nintama Rantarō (Киримару)
- Nobara no Julie (Генрих)
- One Piece (Манки Д. Луффи, Оз, Нора Гицунэ (Фальшивый Чоппер))
- Osomatsu-kun (1998) (Тибита)
- Pāman (Итиро)
- Pokémon (Джинкс)
- The Pursuit of Harimao's Treasure (Нео Натирида)
- Tottemo! Luckyman (Лакимен/Ёйти Цуйтэнай)
- Rurouni Kenshin (Цукаяма Ютаро)
- Sailor Moon Supers (Роберт)
- Sakura Taisen (Канна Кирисима)
- Urusei Yatsura (Рюносукэ Фудзинами)
- Yakitate!! Japan (Кацуо Умино, Юко Мотонаси)
- YuYu Hakusho (Коэмма)

### Токусацусериалы
- Choudenshi Bioman, эпизоды 7~10 (голос Yellow Four I (заместитель Юки Ядзимы))

### OVA
- Osomatsu-kun (Тибитa)
- Twinbee Paradise (Твинбэ)
- Violence Jack: Harlem Bomber (Сабу)
- '3x3 eyes (Мей Син)

### Полнометражные аниме
- Bonobono (Сё)
- «Небесный замок Лапута» (Падзу)
- фильмы по Dragon Ball (Кулилинь, Ядзиробэ)
- «Ночь на Галактической железной дороге» (Джованни)
- фильмы по One Piece (Манки Д. Луффи)

### Роли в видеоиграх
- Boku no Natsuyasumi 4 (Тайо Симанами)
- Dragon Ball series (Кулилин, Ядзиробэ)
- Mega Man Legends (Megaman Volnutt/MegaMan Trigger)
- Namco X Capcom (MegaMan Trigger)
- One Piece (Манки Д. Луффи)
- Tatsunoko vs. Capcom (Megaman Volnutt/MegaMan Trigger)
- Kirby's Avalanche (Кирби)
- Kirby Super Star (Кирби, реплика «Oh yeah!» во время применения способности Майка)
- Super Robot Wars NEO (Кэн Тайга)

### Дубляж
- An American Tail — Тони Топони
- Animaniacs — Бельчонок Скиппи
- Full House — Расти
- «Бэйб: Четвероногий малыш» — Бэйб
- «Бэйб: поросёнок в городе» — Бэйб
- «Индиана Джонс и храм судьбы» — Шорт Раунд
- «Терминатор 2: Судный день» — Джон Коннор
- «Трансформеры: кино» — Дэниэл